# الفرقة الرابعة (سوريا)
الفرقة الرابعة هي فرقة من فرق الجيش السوري تأسست على يد رفعت الأسد، وقد تمتعت هذه الفرقة بتدريبات خاصة وبدعم خاص لجعلها أقوى وأخطر فرق الجيش السوري وصرف عليها الكثير من الأموال لتكون حامية لسوريا.
في عام 1982 حاصرت هذه الفرقة بقيادة قائدها رفعت الأسد وهاجمت مدينة حماة بحجة محاربة الإرهاب المتمثل بجماعة الاخوان المسلمين وتنظيم الطليعة الإسلامي وقد أسفرت هذه الحملة إلى مقتل عدد كبير من المدنيين، قدرت أعدادهم بالآلاف وتدمير معظم أحياء المدينة السكنية وأدت هذه الحملة إلى إنهاء الوجود المعارض للنظام السوري، وفي عام 1984 حاول رفعت الانقلاب على أخيه الرئيس السوري حافظ الأسد، مستعينًا بسرايا الدفاع التي كان يقودها، لكنه لم ينجح ونُفي على إثرها إلى فرنسا، وسُلِمت قيادة هذه السرايا لضباط آخرين، وتغير اسمها ودُمجت بالفرقة الرابعة بقيادة اللواء ماهر الأسد شقيق الرئيس السوري بشار الأسد.

## تاريخ

### 1984–2011
تعود جذور الفرقة إلى سرايا الدفاع التي كان يقودها رفعت الأسد (الأخ الأصغر للرئيس حافظ الأسد). فعد نفي رفعت من سوريا إثر محاولة الانقلاب الفاشلة على أخيه في عام 1984، أعيد تنظيم سرايا الدفاع في الفرقة المدرعة 569، ثم أعيد تشكيلها لاحقًا لتصبح بإسم الفرقة المدرعة الرابعة.
كانت الفرقة المدرعة الرابعة تُعَد على نطاق واسع واحدة من أفضل الوحدات تدريبًا وتجهيزًا داخل الجيش السوري. شكلت مع الحرس الجمهوري والشرطة السرية السورية قلب قوات الأمن في البلاد. وبالتالي، كانت الفرقة تتكون في المقام الأول من أعضاء من نفس الطائفة العلوية التي تنتمي إليها عائلة الأسد.
كان للفرقة قاعدة عسكرية في جنوب دمشق تمتد على مساحة 91 كيلومترًا مربعًا تقريبًا (35 ميلًا مربعًا)، بما في ذلك العديد من المخابئ الجبلية. كان المدخل الرئيسي للقاعدة يقع بالقرب من قرية الحرجلة.

## طالع أيضًا
- الحرس الجمهوري السوري.
- الفرقة 15 (الجيش السوري).